# Erland Petersson (Bååt)
Erland Petersson (Bååt), var en svensk väpnare och riddare.

## Biografi
Erland Petersson (Bååt) var son till väpnaren Peter Jonsson (Bååt). Han var 21 februari 1455 väpnare och blev 1457 riddare vid Kristian I:s körning. Erland Petersson bodde på Händelö från 1470 till 1481 och nämns som avliden 1490.

### Egendom
Han var innehavare av Händelö i Sankt Johannes socken och Fituna i Sorunda socken, vilka han ärvde genom sin hustru.

### Familj
Erland Petersson gifte sig omkring 1470 med Gertrud Birgersdotter, dotter till väpnare och häradshövdingen Birger Nilsson (Sparre av Fyllingarum) i Hammarkinds härad och Brita Isaksdotter (Banér). De fick tillsammans barnen Brita Erlandsdotter (Bååt) som var gift med lagmannen Bengt Abjörnsson (Liljesparre) i Tiohärads lagsaga, riksrådet Henrik Erlandsson (Bååt) och riksrådet Peder Erlandsson (Bååt) (död 1540).